# ائی-گلد
ائی گلد (به انگلیسی: E-gold) یک واحد پول طلای دیجیتال بود؛ که تحت عنوان شرکت طلا و نقره ریسرو زیرنظر ای گلد با مسئولیت محدود فعالیت می‌کرد. این شرکت به کاربران خود این امکان را می‌داد که یک حساب در وب سایت آن‌ها برحسب گرم طلا (یا هر فلز با ارزش دیگری) باز کنند و نیز توانایی انتقال سریع از ارزش به دیگر حساب‌های ای گلد را می‌داد. سیستم ای گلد در سال ۱۹۹۶ میلادی به‌شکل آنلاین راه اندازی شد و تعداد حساب‌های آن در سال ۲۰۰۹ میلادی به ۵ میلیون رسید. در اوج فعالیت ای گلد در سال ۲۰۰۶ میلادی، ارزش سهام ای گلد بیش از ۲میلیارد دلار در سال بود و در حالی که سرمایه اولیه آن تنها ۷۱ میلیارد دلار (تقریباً ۳٫۵ تن طلا) بود، که این سرعت گردش مالی بالای ۲۸برابر را در هرسال ۱ نشان می‌داد. ای گلد یک شرکت سهامی بود که فعالیت‌های آن از فلوریدای آمریکا هدایت می‌شد.

## آغاز

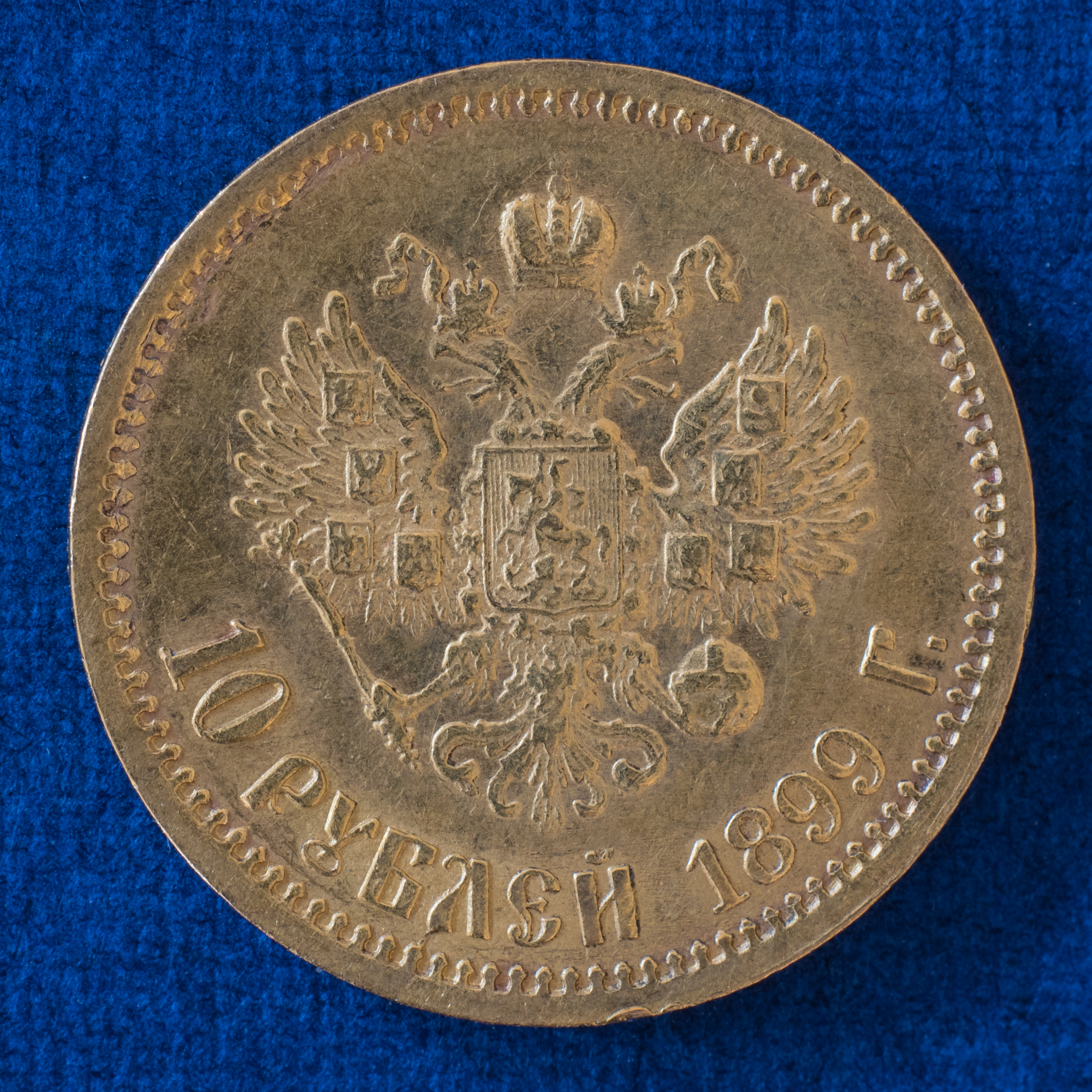

تأسیس:ای-گولد توسط داگلاس جکسون انکولوژیست و وکیل بری داونی در سال ۱۹۹۶تأسیس گردید. این دونفر ارز اولیه خدمات حسابداری با سکه‌های طلای ذخیره شده درصندوق امانات ارزی بانکی در مالبروی فلوریدا را تأمین کردند.
در سال ۱۹۹۸ جی اند اس ار یا همان اپراتور سیستم یک عضو وابسته ناچا و عضو کامل کنسول اینترنت ناچا بود.
عضو وابسته ناچا و عضو کامل کنسول اینترنت ناچا بود.
شرکت دو سال پیش از پایپال راه اندازی شد اما تا قبل از سال ۲۰۰۰ رشد نمایشی آشکاری نداشت. تا سال ۲۰۰۴ بیش از یک میلیون حساب کاربری وجود داشت. این نخستین سیستم ارز تجاری موفق بود که کاربرانی گسترده داشت و تجار به آن اقبال داشتند تا حدی که در
مجله تایمز مالی ۱۳ ژوئیه ۱۹۹۹این خبر در مورد آن چاپ شد: «ای – گلد تنها ارز الکترونیکی است که جمعیت زیادی را در فضای مجازی به خود اختصاص داده‌است.»
همچنین اولین فراهم‌کننده سرویس پرداخت بدون کارت اعتباری بود که پیشنهاد یک اپلیکیشن رابط برنامه‌ریزی را داد که سایر خدمات دیگر و معاملات تجارت الکترونیک درراس آن تعبیه می‌شد.
پس از نمایش اولیه از طلای ای گلد از طریق پالم پیلوت در فوریه ۱۹۹۹، ای گلد پشتیبانی از پرداخت‌های بی‌سیم تلفن همراه را اعلام کرد.
ای گلد هم توسط افراد عادی و هم توسط تجار برای خدماتی مانند تجارت فلزات و مزایده آنلاین و کازینو آنلاین و سازمان‌های سیاسی و غیردولتی استفاده شد.
از سال ۱۹۹۶ تا ۱۹۹۹، خدمات مبادله ارز با عنوان "InExchange" و "OutExchange"به‌طور مستقیم با روش ای گلد حمایت می‌شد. به این ترتیب اپراتور سیستم، جی اند اس ار درمعرض خطرات مالی ناشی از خدمات تأمین ارز قرار گرفت. همچنین مایل بود که ارایه خدمات ارزی بر اساس یک رقابت مستقل را از طرف ثالث حذف کند.
سیستم به منظور جداسازی فعالیت‌های مبادله ارز از فعالیتهای اصلی صدور فلزات و تسویه  انتقالات بازسازی دوباره شد. جی اند اس ار مالکیت و مسئولیت این توابع اصلی را به شرکت ای گلد شرکتی ساحلی و تازه تأسیس برای هدف ذکر شده با مسٔولیت محدود واگذار کرد. خود جی اند اس ار، که اکنون مشتری ای گلد است، همچنان به ارائه خدمات مبادله ارزی تحت نام تجاری جدید اومینیپی ادامه می‌دهد.
در ابتدای بهار۲۰۰۰با افزایش تعداد خدمات مستقل ارزی نشانه اولین ظهور یک صنعت که مبادله بین ارزهای مرسوم ملی و یک مارک تجاری با درآمد خصوصی است پدیدار شد. تا سال ۲۰۰۱ ده‌ها شرکت و افراد از سراسر جهان خدمات مبادله شخص ثالث بین ارزهای ملی و ای گلد را ارائه می‌دادند که باعث گسترش پایگاه کاربری بین‌المللی ای گلدمی شد
ای گلد، که اجازه معاملات را به اندازه یک ده هزارم گرم از طلا را می‌داد همچنین تنها سیستم پرداخت موفق در جهان در اندازه بسیار کم بود.
آمار پرداخت این شرکت به صورت زنده منتشر شد و نشان داد که صدها هزار معامله در مقیاس مالی کم در هر روز توسط برنامه‌های کامپیوتری با استفاده از ای پی ای انجام می‌شد.
از زمان آغاز آن در سال ۱۹۹۶، e-gold پیشگام تفکیک عددی برای مشخص کردن دستورالعمل پرداخت (هزینه) از واحد مرکزی حساب پرداخت پول است. به عنوان مثال، در حالی که AUG® (علامت تجاری (e-gold درمقیاس هزارم (گرم) و دهم (و یا در اونس تروی از آنجایی که به عنوان واحد وزن، هر دو با نسبت ریاضی ثابت مرتبط هستند)، دستورالعمل هزینه ممکن است با ارزش ۱۰ usd در ای گلد مشخص بشود.
محاسبه مقدار واقعی برای انتقال با استفاده از جدول نرخ ارز مرجع توسط شرکت انجام می‌شود و منعکس کننده نرخ واقعی ارز است که توسط ارائه دهندگان ارز منشر شده‌است.
دراوایل دهه اول قرن ۲۰ توانایی حل و فصل فوری، همان‌طور که توسط e-gold اجرا شد، کلیدی برای ظهور سیستم‌های انتقال حقوق دیجیتال نظیر «قراردادهای هوشمند» به‌شمار می‌رفت.

### حکومت
حکومت:
ای گلد در آن زمان منحصر به فرد بود زیرا آن‌ها «اعتبار ویژه ای برای ای گلد» ایجاد کردند که شمش طلای فیزیکی از طرف کاربران لقب یافت.
آن‌ها همچنین یک صفحه گزارش آماری در زمان واقعی ایجاد کردند که کل ذخایر هر فلز را در حساب اعتباری، فهرست شمش‌های طلا با شماره سریال، تعداد کل حساب‌ها، و همچنین تعداد کل و ارزش معاملات در ۲۴ ساعت گذشته نشان می‌داد. این شفافیت سبب شد مشاهدات بسیاری دربارهٔ چگونگی استفاده از ای گلد صورت بگیرد.

## سوءاستفاده کیفری
موفقیت زود هنگام ای گلد ممکن بود موجب سقوط آن شود. ذخیره ارزشی ای گلد و حجم وسیع کاربران باعث شده که هدف اولیه بدافزارهای مالی و کلاهبرداری‌های فیشینگ با استفاده از سندیکاهای جنایی سازمان یافته باشد. اولین حمله فیشینگ شناخته شده علیه یک مؤسسه مالی در حال ارسال فهرست درژون۲۰۰۱ صورت گرفت. این تکنیک با حملات علیه سیستم‌های طلای دیجیتال مانند ای گلد و بعداً برای حمله به موسسات مالی دیگر از سال ۲۰۰۳ آغاز شد.

### هکرها
از آنجاییکه ای گلد نمی‌توانست هویت صاحبان حساب را دقیقاً مشخص کند دچار افزایش فعالیت‌های جنایی شد که عمدتاً توسط هکرهای روس و اوکراین علیه کاربرانش انجام دادند. علاوه برفیشینگ؛ مهاجمان استفاده گسترده‌ای از نقص موجود درسیستم عامل‌های مایکروسافت و اینترنت اکسپلورر را برای جمع‌آوری اطلاعات حساب از میلیون‌ها کامپیوتر برای تسویه حساب‌های ای گلد انجام دادند.
نظریه جکسون این بود که ای گلد یک نظام ورودی کتابی است با تاریخچه حساب‌های کاربری، که تحقیق برای ردیابی و شناسایی کاربران که در فعالیت غیرقانونی پس از این واقعه شرکت داشته‌اند را آسان‌تر می‌کرد. در حالی که تصور عمومی این بود که حساب‌های ای گلد بی‌نام است، حساب‌ها اسم مستعار داشتند، واین سبب می‌شد که صاحب حساب کاربری از هر نام یا عنوانی که تمایل دارد استفاده کند. به‌هرحال گزارش حساب‌ها و معاملات - حتی تلاش‌های ورود به سیستم ناموفق - به‌طور دائمی ثبت می‌شد و همین امر ارتباط مخفیانه بین حساب‌های ظاهراً غیر مرتبط تحت نظارتی یکپارچه را امکان‌پذیر می‌کرد. بررسی اطلاعات که به این روش میسر شد، همراه با داده‌های خدمات ارزی مستقل، اجرای قانون برای شناسایی بسیاری از کاربران جنایی خدمات را ممکن ساخت.

### کلاهبرداری
کلاهبرداران ماهر بسیاری از کشورهای غربی نیز قادر به استفاده از سیستم ای گلد برای تأمین بودجه طرح‌های خود بودند که اولین مورد آن‌ها در تاریخ، طرح‌های بین‌المللی Ponzi بود. کلاهبرداران در eBay موارد جعلی یا غیر موجود در سایت را به فروش می‌رسانند. این سندیکاهای جنایی ترجیح می‌دادند تا قربانیانشان از طریق ای گلد پول بپردازند؛ زیرا این سیستم سریعترین و ساده‌ترین راه برای انتقال پول در خارج از کشور بود.
افزایش جرایم آنلاین مرتبط با ای گلد موجب شکایت به مقامات دولتی از سوی صاحبان حساب مال باخته شد؛ که اغلب این افراد تفاوتی بین ای گلد با شخص یا شرکت کلاهبرداری که آن‌ها را تشویق به بازکردن یک حساب کاربری ای گلد وسرمایه گذاری در آن کرده بود قایل نبودند.

### مشکلات سیستماتیک
به عنوان یک سیستم معامله آنلاین با نمایندگی مبادله در سراسر جهان ای گولد این امکان را برای مجرمان و هکرهای رومانیایی فراهم کرد تا به سرعت و به آسانی پول قربانیان را از آمریکا به کشوری که هک کردن از آن شروع شده بود بازگرداندند. چندین باند کلاهبرداری سایبری که از ای گلد سوء استفاده می‌کردند، در رمنیوویلا، رومانی قرار داشتند.
این مشکل ای گلد در واقع بخشی از مشکلی بزرگتر در سیستم بانکداری بود. سیستم بانکی و اعتباری در ایالات متحده برای یک محیط دیجیتال طراحی نشده بود، بنابراین در برابر سرقت هویت و کلاهبرداری، و همچنین حملاتی مانند فیشینگ اساساً ناامن و به شدت آسیب پذیربود. تمایل شرکت‌های کارت اعتباری برای اینکه افراد بدون افشای هویت از کارت استفاده کنند منجر به رشد سریع سرقت هویت شد. (به طرز عجیبی، عدم احراز هویت صاحبان حساب یکی از انتقادهای اصلی مطرح شده علیه ای گلد بود).

## جرایم سایبری
گزارش‌هایی وجود دارد که در آن ای گلد به شیوه ای فعال کمک کرده بود تا کلاهبرداران سایبری را به دام بیندازد، مانند موردی که کد فایروال سیسکو را سرقت کرد و آن را برای حراج در ای گلد عرضه کرد. در ژوئن ۲۰۰۷، جکسون ادعا کرد که "به ۳۰۰ مورد شکایت کمک کرده و ۳٬۰۰۰ مورد مشکوک از معاملات مرتبط با آزار جنسی کودکان را به مرکز ملی کودکان گمشده و سوء استفاده شده گزارش کرد. گلد مانی و سپس نمایندگی‌های اجرای قانون فدرال ای گلد را به عنوان سیستم پرداختی انتخاب شده از سوی مجرمان، تروریست‌ها و سوء استفاده‌کنندگان جنسی از کودکان معرفی کرد.

## پیگرد قانونی

### تغییر معنای انتقال دهنده مالی
قانون پاتریوت ایالات متحده، پس از حملات ۱۱ سپتامبر در حالیکه بیش از پنج سال از آغاز به کارای گلد می‌گذشت قانونی به تصویب رساند مبنی بر اینکه انجام تجارت انتقال پول بدون کسب مجوز انتقال پول در موارد مورد نیاز جرم محسوب می‌شود.
در آن زمان انتقال دهنده پول در بیشتر ایالت‌ها شده به عنوان کسب و کاری بود که چک هارا نقد می‌کرد یا وجوه ارسالی نقد را برای ارسال از یک شخص به شخص دیگری از طریق مرزهای بین‌المللی، مانند اتحادیه غرب یا مانی گرم دریافت می‌کرد. برای مثال، پیش از سال ۲۰۱۰، کالیفرنیا، انتقال دهنده‌های پول را تحت قانون انتقال پول در خارج از کشور درآورد. یکی از رقبای ای گلد، شرکت ای بولیون برای صدور مجوز پولی از ایالت کالیفرنیا در سال ۲۰۰۲ درخواست اما توسط ایالت کالیفرنیا مطلع شد که کسب و کار خود را مرتبط با حسابهای طلا است تحت پوشش تعریف دولت از فرستنده پول قرار نمی‌گیرند.
در سال ۲۰۰۵، G & SR درخواست کرد که بخش IRS SB / SE به بررسی قانون محرمانه بانکی اقدام کند تا مشخص شود کدام قانون شامل حال ای گلد می‌شود.
خزانه داری ایالات متحده گزارشی را در تاریخ ۱۱ ژانویه ۲۰۰۶ منتشر کردکه اعلام می‌کرد حسابهای ای گلد تحت پوشش تعریف «ارز» در کنگره آمریکا و قانون فدرال ایالات متحده قرار نمی‌گیرد.
با این حال، در اقدامات خود از سال ۲۰۰۶تا۲۰۰۸، خزانه داری ایالات متحده همراه با وزارت دادگستری ایالات متحده تعریف انتقال دهنده پول را در قانون پاتریوت ایالات متحده گسترش داد. به این ترتیب که شامل هر سیستمی می‌شد که انتقال هر نوع ارزش ونه صرفاً پول ملی و پول نقد از یک شخص به دیگری را اجازه می‌داد.
سپس با استفاده از این تعریف جدید، سیستم‌های طلای ایالات متحده آمریکا وای گلد (وبعدها ای بولیون) براساس قانوت پاتریوت و به دلیل نداشتن مجوز انتقال پول تحت پیگرد قرار گرفتند واین درحالی بود که این شرکت‌ها قبلاً با مقامات نظارتی همکاری داشتند و تحت پوشش تعریف فرستنده پول قرار نمی‌گرفتند. اتهام عدم داشتن مجوز انتقال دهنده پول، در نهایت از ای بولیون برداشته شد. چندین سال بعد فینسن این تعریف را گسترش داد تا شرکت‌های خارجی این امکان را داشته باشند که آمریکایی‌ها را در آن حساب باز کنند و همین سبب شد تا جرسی سایت گلد مانی را شکل دهد تا توانایی انتقال ارزش از یک حساب به دیگری در دسامبر ۲۰۱۱ را متوقف کند.
مقاله نوامبر ۲۰۱۳ در مجله تایمز مالی اظهار داشت که «برای چندمین سال، آقای جکسون امیدوار بود که خودش ای گلد را احیا کند، اما ثابت شد که او نمی‌تواند مجوزهای انتقال پول مورد نیاز در اکثر ایالات متحده را بدست آورد.»

### اتهام‌های علیه ای گلد
بانک‌ها دچار مشکلات مشابهی مانند فعالیت‌های مجرمانه، فیشینگ، برنامه‌های پونزی و پول‌شویی در مقیاس بسیار بزرگتری بودند و برخی از بزرگ‌ترین بانک‌ها آگاهانه در پول‌شویی دست داشتند. جایگاه ای گلد به عنوان یک سیستم بحث‌برانگیز جایگزینی ارز آن را به هدفی جذاب تبدیل کرده‌است.
در حالی که ای گلد تا سال ۲۰۰۵ نظارت قویتری را علیه سوء استفاده کاربران سیستم آغاز کرده بود، و فعالانه مبارزه با استفاده از سیستم خود را برای آزار جنسی کودکان به عنوان یک عضو بنیان‌گذار ائتلاف مالی علیه آزار جنسی کودکان آغاز کرده بود وزارت دادگستری اعلام کرد مدیران ای گلد در چهار مورد پولشویی و معامله مربوط به خرید کودکان برای سوءاستفاده جنسی دست داشته‌اند. اقدام دولت علیه ای گلد، موردی تأثیرگذار بود. همان‌طور که دادستان گفته‌است، «ارزهای دیجیتال در خط مقدم انتقال‌های صندوق بین‌المللی قرار دارند».
ای گلد مهم‌ترین ارز دیجیتالی خارج از کشور است که توجه تمام دنیای ارز دیجیتال را به خود معطوف کرده‌است. این دنیای ارز در حال حاضر بخشی از قوانین غرب وحشی است. مردم به دنبال قوانین و عواقب آن هستند.

### وضوح
موارد علیه شرکت ای گولد تحت عنوان بخش 18USC در۱۹۶۰ در ایالات متحده آمریکا در دادگاه منطقه کلمبیا قرار گرفت. ای گلد یک حرکت برای انحلال پرونده انجام داد بر این مبنا که آن‌ها تحت پوشش تعریف انتقال دهنده پول نیستند.
دادگاه علیه ای گلد حکم صادر کردو اعلام کرد که "کسب و کار می‌تواند به‌طور واضح با انتقال پول مرتبط باشد بدون اینکه معاملات خود را محدود به پول نقد یا کند و چنانچه این کار بدون اخذ مجوز باشد مرتکب جرم شده‌است.
این حکم در موردی بود که خزانه داری تعریف  انتقال دهنده پول را توسعه داده بود به نحوی که شامل هر سیستمی که ارزش ذخیره شده ازهر نوع را از یک شخص به دیگری انتقال می‌دهد بود حتی اگر ارزش ذخیره شده نه پول نقد و نه پول ملی باشد.
پس از یک سال محکوم کردن، در ژوئیه ۲۰۰۸، این شرکت و سه مدیر آن، به توافق‌نامه ای در این زمینه رسیدند. دکتر جکسون به دلیل تجارت انتقال پول بدون مجوز " و "توطئه دست داشتن در پولشویی" دردادگاه محکوم شد.. این توافقنامه، اقدام‌های لازم برای منطبق کردن شرکت‌ها با قوانین و مقررات حاکم بر تجارت انتقال پول را تشریح می‌کند. همزمان، شرکت‌ها با پرداخت جریمه موافقت کردند و اقدام خود را رها کردند تا بودجه‌هایی که قبلاً توسط دولت ضبط شده بود را زنده کنند.
محکومیت قرار بود ۱۲۰ روز پس از توافق‌نامه‌ها به منظور ایجاد یک فاصله ۹۰ روزه برای اجرای الزام انطباق انجام شود. گزارش وضعیت که پیشرفت‌های مربوط به مقررات مربوط به اقدامات انطباق تعهد را مشخص می‌کرد، ۸ نوامبر ۲۰۰۸ منتشر شد.
در نوامبر ۲۰۰۸، داگلاس جکسون، مدیر عامل شرکت Gold & Silver Reserve به ۳۰۰ ساعت خدمات اجتماعی یک جریمه ۲۰۰ دلار و سه سال نظارت، از جمله شش ماه بازداشت در خانه تحت نظارت الکترونیکی محکوم شد. او محکوم به حداکثر مجازات ۲۰ سال زندان و ۵۰۰۰۰۰ دلارشد. قاضی رزماری کالیجر در مورد انحراف قابل توجه او از دستورالعمل‌های حکم دادگاه فدرال (در جهت تسلیم)، قبلاً خاطر نشان کرده‌است: "بدون تردید دکتر جکسون به قانون احترام گذاشته‌است" و اینکه "قصد ورود در کار غیرقانونی نداشته‌است"و "هیچ دلیلی برای تعطیل کردن e-Gold و G & SR وجود ندارد و اقدامی برای قانونی سازی آنها لازم است.
وکیل جکسون بیان کرد که جکسون از جریمه سنگین تر به دلیل بدهی بالا صرفنظر کرد قاضی گفت: "دکتر جکسون رنج برده، رنج خواهد برد و هرگز نمی‌تواند با ای گلد به موفقیت دست پیدا کند"
رید جکسون، برادر داگلاس جکسون، و مدیر ای گلد بری داونی هر کدام به سه سال حبس تعلیقی و ۳۰۰ ساعت خدمات عمومی و پرداخت ۲۵۰۰ دلار جریمه و ۱۰۰ دلار مالیات محکوم شدند.

### تعلیق خدمات و برنامه دسترسی به ارزش افزوده‌ای گلد(VAP)
محکومیت ای گلد در سال۲۰۰۷ همراه با فشار (و بازپرداخت اجباری) ناشی از موازنه ای گلد از سوی بسیاری از حامیان ارزی منجر به کاهش تقریباً یک شبه در مقدارای گلد در گردش (و ذخایر طلا) از ۳٫۵ تا ۲٫۶ تن شد. (هیچ مبادله گری، به جز G & SR، به هیچ جرمی متهم نشد و ارزش از دست رفته به آن‌ها بازگردانده شد) علاوه بر این، دولت پس از محکومیت دستور محدودکننده ای صادر کرد که مانع از خرید شمش طلا بدون تأیید دادستان، توسط ای گلد می‌شد. هدف اولیه PIRO این بود که از پخش دارایی‌ها (ذخایر طلا) جلوگیری شود؛ که دولت به دلیل توافقنامه قادر به نگهداری آن نبود.
ترکیبی از تبلیغ نامطلوب و اختلال در بازارهای ارز، منجر به کاهش چشمگیر مصرف و تقاضای در ای گلد شد. در حالی که در شرایط عادی کاهش تقاضا موجب کاهش عرضه می‌شود (بدون تأثیر بر نرخ ارز) این ترکیب باعث شد که کاربران ای گلد قادر به مبادله طلائی الکترونیکی خود با پول‌های قراردادی نباشند و و هر گیرنده بالقوه را از پذیرش پرداخت در ای گلد برحذر می‌داشت.
در سال ۲۰۰۸، موافقت نامه Plea اقدامات ضروری برای بازگرداندن فعالیت ای گلد به عنوان یک مؤسسه مالی را تشریح کرد. در حالیکه ای گلد در زمان محکومیت بیشتر الزامات را انجام داده بود، مشخص شد که Plea خود به‌طور مؤثر از قانونی شدن شرکت‌ها (یا هر شرکتی که توسط مدیران e-gold کنترل می‌شود) در ایالات متحده جلوگیری می‌کرد. با توجه به Plea، ای گلد تمام فعالیت‌های باقی‌مانده مربوط به هزینه را به حالت تعلیق درآورد، تا موازنه تمام حساب‌های ای گلد متوقف شود.
سپس چالش چگونگی بازگرداندن دسترسی مشتری به ارزش در حساب‌های الکترونیکی خود بود. فقدان مجوز برای انتقال پول، عدم وجود طرح برای تصفیه حساب سیستم و پخش اعتبار میان مشتریان به عنوان یک نقض دیگر در اقدام بدون مجوز مورد نیازبود.
در سال ۲۰۰۹، مدیران ای گلد با پیشنهادی به دولت آمریکا نزدیک شدند. اینکه دولت واسطه پرداخت به مشتریان ای گلد باشد. پس از یک سال مذاکره، VAp ای گلد مورد تأیید قرار گرفت و خواستار کسب درآمد از ذخایر و مکانیسم تحت اقتدار تحت نظارت قاضی هلندر شد. پروتکل VAP شرکت‌ها را در بر می‌گرفت که داوطلب مصادره ای گلد بودند. سپس شرکت‌ها مسئول «کسب درآمد» از ارزش، یعنی بازخرید ای گلد، تسویه کردن شمش‌های آزاد شده از ذخایر و تبدیل درآمد به خدمات سری بودند.
با توجه به افت اتفاقی در ارزش دلار آمریکا که با ای گلد مرتبط بود میزان خالص درآمد برای VAP 1583دلار برای هر اونس تروی بود بیش از دو برابر حداکثر نرخ ارز ای گلد در فاصله زمانی که فعالیت‌های هزینه ای کاهش یافت و سپس به حالت تعلیق درآمد. (۲۰۰۷–۲۰۰۹ در مجموع، G & SR بیش از ۹۲٫۸ میلیون دلار به خدمات سری در سال ۲۰۱۲ تبدیل کرد)
برخی از e-metalها در حساب‌های ای گلد ازلیست جرایم حذف شد اما بسیاری از e-metal متعلق به صاحبان حساب‌های بی گناه بود. دادگاه به Rust Consulting که یک شرکت خصوصی در مریلند بود، دستور داد تا پس از احراز هویت صاحبان حساب توسط ای گلد به آن‌ها اموالشان را استرداد کند.
توازن بودجه‌های بدون مدعی به دولت ایالات متحده رسیده‌است. یک پنجره سه‌ماهه از تاریخ ۳ ژوئن ۲۰۱۳ تا ۱ اکتبر ۲۰۱۳ برای صاحبان حساب ای گلد برای ارائه ادعای مربوط به وجوه خود تعیین شد. سپس تا ۳۱ دسامبر ۲۰۱۳ تمدید شد.

### پس آیند
پس ازای گلد و ای بولیون، کالیفرنیا (۲۰۱۰) و چندین ایالت دیگر مقررات خود را اصلاح کردند تا با تبعیت از قانون فدرال سابق همه سیستم‌های دیجیتال انتقال ارزش مثل انتقال دهنده‌های‌های پول را در بر بگیرد. با این حال، قانون کالیفرنیا در سال ۲۰۱۰تنظیم شد تا شرکت‌های تازه‌کار اینترنتی مثل Airbnbرا به عنوان انتقال دهنده پول مشخص کند.
ای گلد اولین پیشگام پرداخت اینترنتی بود این شرکت اولین سیستم آنلاین پرداخت آنلاین بود که پیشگام بسیاری از سیستم‌ها و تکنیک‌های تجارت الکترونیک بود، از جمله پرداختن به یک اتصال رمزگذاری SSL، و ارائه API برای فعال کردن وب سایت‌های دیگر برای ساخت خدمات با استفاده از سیستم معامله ای گلد.
اگرچه ای گلد در نهایت توسط دولت ایالات متحده تعطیل شد، قاضی فدرال در این مورد تصریح کرد که بنیان‌گذاران ای گلد قصد انجام فعالیت غیرقانونی نداشتند." پس از حل وفصل موارد خطا، مدیران شرکت ای گلد با مسئولیت محدود تمایل به فعالیت تحت قوانین فدرال داشتند که عنوان آن به صورت زیر بود:راهنمای مشتری خود را بدانید.
. در نهایت شکست ای گلد به دلیل ناتوانی در ارائه یک سیستم شناسایی کاربر قابل اعتماد بود و عدم ارائه یک سیستم حل منازعه قابل اجرا برای شناسایی و قطع فعالیت‌های غیرقانونی و سوء استفاده در جامعه کاربران.
دیگر سیستم‌های معامله مانند Webmoney.ru و Goldmoney.com از اشتباهات e-gold درس گرفتند و با رفع این کمبودها، توانستند سیستم‌های مشابه را با آمار سوءاستفاده کمتر راه اندازی کنند. در حالی که PayPal بهتر ازای گلد با سوء استفاده‌ها برخورد می‌کرد، در حال حاضر با همین نوع کلاهبرداری اینترنتی که ای گلد را به زمین زد متهم هستند. رمزنگاران مالی مشاهده کرده‌اند که بیت کوین همان اشتباهات اساسی را که ای گولد مرتکب شد تکرار کرده‌است، و علی‌رغم ماهیت غیرمتمرکزش، موج جرم سایبری ممکن است بیتکوین را به یک پایان مشابه برساند. به نقل از وب سایت GoldMoney, BitGold مالکیت GoldMoney در ۲۲ می سال ۲۰۱۵ را اعلام کرد.